# David Spade
David Wayne Spade (ur. 22 lipca 1964 w Birmingham) – amerykański aktor i komik, scenarzysta i producent telewizyjny.
5 września 2003 odsłonił własną gwiazdę w Alei Gwiazd w Los Angeles znajdującą się przy 7018 Hollywood Boulevard.

## Życiorys

### Wczesne lata
Urodził się w Birmingham w stanie Michigan jako najmłodszy z trójki dzieci Judith Todd J. (z domu Meek), pisarki i redaktorki magazynu, oraz Wayne’a M. „Sama” Spade’a, przedstawiciela handlowego. Jego rodzina miała pochodzenie niemieckie, angielskie, irlandzkie i szkockie. Dorastał w Scottsdale w stanie Arizona wraz z braćmi – Andym (ur. 5 maja 1962) i Brianem. Jego ojciec zostawił rodzinę, gdy David był jeszcze dzieckiem. Matka związała się ponownie z weteranem wojennym Tomem Toddem, który kilka lat później popełnił samobójstwo. W wieku 17 lat David ukończył Saguaro High School w Scottsdale. W 1986 ukończył studia na Arizona State University na wydziale związanym z biznesem. Należał do Sigma Alpha Epsilon, oraz udzielał się w zespole komediowym Farce Side Comedy Hour, którego był niekwestionowanym liderem. Po studiach zrozumiał, że pragnie być komikiem.

### Kariera
W 1990 dzięki pomocy kolegi Dennisa Millera, udało mu się dostać do programu Saturday Night Live. Pracował tam jako członek obsady i autor skeczów w latach 1990–1996. Jego skecze bardzo podobały się publiczności, dzięki czemu otrzymał własny cykl pod tytułem Spade in America. Pojawił się w teledysku do utworu Adama Sandlera „Buddy” (1993).
W 1995 rozpoczął karierę filmową. Na początku zagrał w Tomcio Grubasek z Chrisem Farleyem, z którym później przez kilka lat tworzył duet komediowy. Razem pojawili się również w filmie Czarna owca. Ich dobrą passę przerwała nieoczekiwana śmierć Chrisa w 1997. Przełomową rolą Davida było wcielenie się w złośliwego asystenta Dennisa Fincha w sitcomie Ja się zastrzelę (1997–2003), za którą w latach 1999–2000 był nominowany do Złotego Globu dla najlepszego aktora drugoplanowego w serialu, miniserialu lub filmie telewizyjnym.

## Filmografia

### Filmy fabularne
- 1987: Akademia Policyjna 4: Patrol obywatelski jako Kyle
- 1993: Stożkogłowi jako Eli Turnbull
- 1994: Orbitowanie bez cukru jako menadżer "Wienerschnitzel"
- 1995: Tomcio Grubasek jako Richard Hayden
- 1996: Czarna owca jako Steven "Steve" Dodds
- 1998: Zakręcony' jako Scott Thorpe
- 1998: Pełzaki: Gdzie jest bobas? jako Ranger Franklin (głos)
- 1999: Zagubione znalezione jako Dylan Ramsey
- 2000: Frajer jako Video Store Clerk
- 2000: Nowe szaty króla jako cesarz Kuzco (głos)
- 2003: Dickie Roberts: Kiedyś gwiazda jako Dickie Roberts
- 2005: Zebra z klasą jako Scuzz (głos)
- 2005: Nowe szaty króla 2: Kronk – Nowe wcielenie jako cesarz Kuzco (głos)
- 2006: Babcisynek jako Guyblow
- 2006: Grzanie ławy jako Richie Goodman
- 2007: Państwo młodzi: Chuck i Larry jako transwestyta
- 2010: Duże dzieci jako Marcus Higgins
- 2011: Jack i Jill jako Monica
- 2011: Goryl Śnieżek w Barcelonie jako Jenga (głos, amerykański dubbing)
- 2012: Hotel Transylwania jako Griffin (głos)
- 2013: Jeszcze większe dzieci jako Marcus Higgins
- 2015: Hotel Transylwania 2 jako Griffin (głos)

### Seriale TV
- 1989: Słoneczny patrol jako B. J.
- 1990: Alf jako Larry Slotkin
- 1990–1996: Saturday Night Live
- 1994: Beavis i Butt-head jako pan Manners / Pan Candy / sprawdzający bilety (głos)
- 1997–2003: Ja się zastrzelę jako Dennis Finch
- 1998: Saturday Night Live
- 2002: Królik Greg w roli samego siebie
- 2004–2005: 8 prostych zasad jako C.J. Barnes
- 2007–2013: Sposób użycia jako Russell Dunbar
- 2009: Pohamuj entuzjazm w roli samego siebie
- 2011: Ekipa w roli samego siebie
- 2012: Rozpalić Cleveland jako Christopher
- 2014: Goldbergowie jako Gus
- 2016: Crowded jako Kyle
- 2016: Roadies jako lekarz
- 2017–2018: Love jako Steven Hopkins
- 2017: Late Night with Jimmy Fallon jako gość
- 2017: The Mayor jako Ed Gunt